# 보스토크 6호
보스토크 6호(러시아어: Восток-6, 동방 6호)는 최초의 여성 우주 비행사인 발렌티나 테레시코바를 우주로 보낸 유인 우주 비행 임무이다. 보스토크 5호와 함께 발사된 소련 우주 프로그램의 공동 임무였으며 이전의 보스토크 3호 및 보스토크 4호와 마찬가지로 두 우주선은 궤도에서 서로 근접해 무선으로 통신을 하였다.

## 임무 개요
보스토크 6호는 1963년 6월 16일에 발사되었다. 이전의 보스토크 5호는 기술적 문제로 인해 발사가 여러 차례 지연됐지만 보스토크 6호의 발사는 별 어려움 없이 진행됐다. 보스토크 6호가 임무 도중 수집한 데이터를 통해 우주 비행에 대한 여성 신체의 반응에 대해 더 잘 이해할 수 있게 되었다. 보스토크 계획에 참여한 다른 우주 비행사들과 동일하게 테레시코바는 임무중 비행 기록 일지를 작성하고, 기록을 위한 사진을 찍으면서, 우주선의 방향을 수동으로 조정하는 역할을 수행했다. 태레시코바가 우주에서 찍은 지구 지평선의 사진은 추후 과학자들이 대기의 에어로졸 층을 식별하는 데 사용되었다. 보스토크 6호와 보스토크 5호의 공동 비행 임무는 본래 두 대의 우주선에 각각 여성 우주비행사를 한명씩 태워 진행되기로 예정되었지만, 보스토크 프로그램이 보스호트 프로그램으로 전환되면서 보스토크 계획에 배정된 예산이 삭감되자 계획이 변경되었다. 보스토크 6호 임무는 보스토크 3KA 우주선의 마지막 비행이자 보스토크 계획의 마지막 비행이었다.
보스토크 6호 착륙 지점 좌표는 북위 53° 12′ 34″ 동경 80° 48′ 14″ / 북위 53.209375°  동경 80.80395° 로, 알타이 바르나울에서 서쪽으로 200km (120 mi), 바에보에서 남쪽으로 7km, 카자흐스탄 카라간다에서 북서쪽으로 650km (400 mi) 떨어진 지점에 착륙했다. 현재 착륙 지점에는 굴곡진 기둥 위에 세워진, 양팔을 뻗고 있는 테레시코바의 동상이 있다.
보스토크 6호의 캡슐은 현재 코롤료프에 있는 RKK Energia 박물관에 전시되어 있다. 2015년 9월에 런던 과학 박물관에서 열린 "러시아 우주 비행사" 전시회의 일부로도 전시되었었다. "러시아 우주 비행사" 전시회는 소련 우주 프로그램을 상징하는 물품들이 다수 전시되었다.

### 비행
소련 국영 방송은 캡슐 내부의 카메라를 통해 테레시코바의 모습을 생중계했고, 그녀는 무선 통신으로 니키타 흐루쇼프 제1서기와 대화를 나누었다. 테레시코바가 자신의 신체 상태에 관해 지상 관제사들과 한 대화는 비행 후 보고서에 "회피적"이었다고 기록되었고 나중에 임무에 대한 공식 발표에서는 테레시코바의 전반적인 임무 역량을 다소 낮게 평가하는 발언들이 있었다.
임무가 종료되고 작성된 보고서에서 테레시코바는 그녀가 다양한 신체 통증을 겪었고 헬멧 헤드셋에도 문제가 있었다고 언급했다(보스토크 5호의 비콥스키도 동일한 문제를 보고함). 또한 그녀는 식사 도중 구토를 했으나 이는 자신의 신체 상태보다는 음식의 맛 때문이라고 보고했다. 또 다른 문제로는 소련 우주국이 음식, 물, 치약은 제공했지만 칫솔을 지급하는 것을 잊었다는 점을 지적했다.
1973년에 출판된 소련 우주 프로그램의 공식 역사에서는 테레시코바의 신체 상태와 임무 수행 능력을 otlichno(отлично), '좋음' 또는 '뛰어남')가 아닌 udovletvoritel'noe(удовлетворительное), '적절한')라고 평가했다.

### 착륙
이전의 모든 보스토크 임무들과 마찬가지로 테레시코바도 착륙 직전 사출해야 했다. 그녀는 낙하산을 타고 안전하게 착륙했다.
제어 프로그램의 오류로 인해 착륙 준비 단계에서 우주선이 하강하지 않고 궤도에서 상승했었다는 사실이 2004년에 밝혀졌다. 테레시코바는 비행 첫날 결함을 발견하고 이를 우주선 설계자 세르게이 코롤료프에게 보고했다. 프로그램의 오류를 인지한 지상 관제소에서는 테레시코바에게 우주선을 하강시키기 위해 입력해야 하는 데이터를 송신했다. 코룔로프의 요청에 따라 테레시코바는 이 문제를 비밀로 유지했다. "저는 침묵을 지켰지만 예브게니 바실리예비치(Evgeny Vasilievich)는 이를 공개하기로 결정했습니다. 그래서 이제는 제가 이 문제에 대해 얘기 할 수 있게 되었습니다."

## 조종사
조종사: 발렌티나 테레시코바(Valentina Tereshkova) – 유일한 우주비행
백업 조종사: Irina Solovyova
예비 조종사: 발렌티나 포노마료바

## 임무 요소
- 질량 : 4,713 킬로그램 (10,390 lb)
- 원점 : 231 킬로미터 (144 mi)
- 근점 : 180 킬로미터 (110 mi)
- 궤도 경사 : 64.9°
- 공전 주기 : 87.8분